# Warringholz
Warringholz er en by og en kommune i det nordlige Tyskland, beliggende i Amt Schenefeld i den nordvestlige del af Kreis Steinburg. Kreis Steinburg ligger i den sydvestlige del af delstaten Slesvig-Holsten.

## Geografi
Warringholz ligger omkring 5 km nord for Schenefeld og 15 km nord for Itzehoe ved vejen Grüne Küstenstraße fra Itzehoe mod Heide. Vandløbet Mühlenbach løber gennem kommunen, der også omfatter bebyggelserne Hof Warringholz og Ziegelei Warringholz.